# 太田屋佐吉
太田屋 佐吉（おおたや さきち、生没年不詳）とは江戸時代の江戸の地本問屋。

## 来歴
錦林堂と号す。文化年間から幕末にかけて江戸の神田鍛治町2丁目勘兵衛店において地本問屋を営業している。菊川英山、渓斎英泉、歌川国貞の錦絵を出版している。

## 作品
- 菊川英山 「風流酒盃五節句」 大判 錦絵揃物 文化
- 渓斎英泉 「浮世四十八癖」 大判 錦絵揃物 文政
- 渓斎英泉 「辰巳風俗」 大判 錦絵 文政
- 歌川国貞 「（初世）沢村訥升の名古屋山左と（四世）坂東三津五郎の不破伴左衛門」 大判2枚続 錦絵 天保6年（1835年）3月中村座『花舞台丹前侠客』に取材